# Nănești
Nănești est une commune roumaine située dans le județ de Vrancea.